# Coelioxys obtusa
Coelioxys obtusa är en biart som beskrevs av Pérez 1884. Coelioxys obtusa ingår i släktet kägelbin, och familjen buksamlarbin. Inga underarter finns listade i Catalogue of Life.